# チャボウシノシッペイ
チャボウシノシッペイ（センチピードグラス、Eremochloa ophiuroides）は、東南アジア原産のイネ科ムカデシバ属の植物である。小柄な草本で単一の棒状の穂を付ける。芝生に用いられ、帰化植物としても見られる。近年は水田の畦に植栽されることもある。別名にムカデシバがある。

## 特徴
地表を這って広がる多年生の草本。地表を這うのは稈、つまり花茎であり、地表を匍匐してマット状に地面を覆うので、実質的には匍匐茎となる。その先端側数節から数本の花序が上に向かって伸びる。葉は地表を這う茎から出て、葉身は長さ12cm程になり、幅は2～4mm、その先の方で急に狭くなって先端が小さく尖る。先端近くでは葉身のない葉鞘のみの葉が出ることが多い。葉鞘は長さ2～6cm、口の部分に毛がある。また葉鞘には竜骨がある。葉舌は膜質で高さ約0.5mm、縁に毛がある。また茎の節にはわずかに毛が生える。
直立する花茎の先端に単一の花序を生じる。花序は単独の総(小穂のつく枝)からなり、その高さは30cm程まで。直立するか、あるいはわずかに反りかえる。往々に紫色になる。総は多くの節があり、節には毛が生えており、また節毎に1対の小穂、有柄小穂と、その基部に無柄小穂がある。ただし無柄小穂は小穂本体が完全に退化し、柄のみの存在となっている。無柄小穂は2小花からなり、第1小花は雄性で第2小花が両性となっている。第1包頴には両側に竜骨があるが、先端部でこれが翼状に広がっており、また基部側では側方に小さな突起が数個突き出る。この突起は刺状で先端が曲がっている。
和名はウシノシッペイに似てとても小さいことによると思われる。別名のムカデシバは小穂の第1包頴の縁に小突起が並んでいるのがムカデの足のように見えるから、とのことである。英名はセンチピードグラス Centipede grass である。

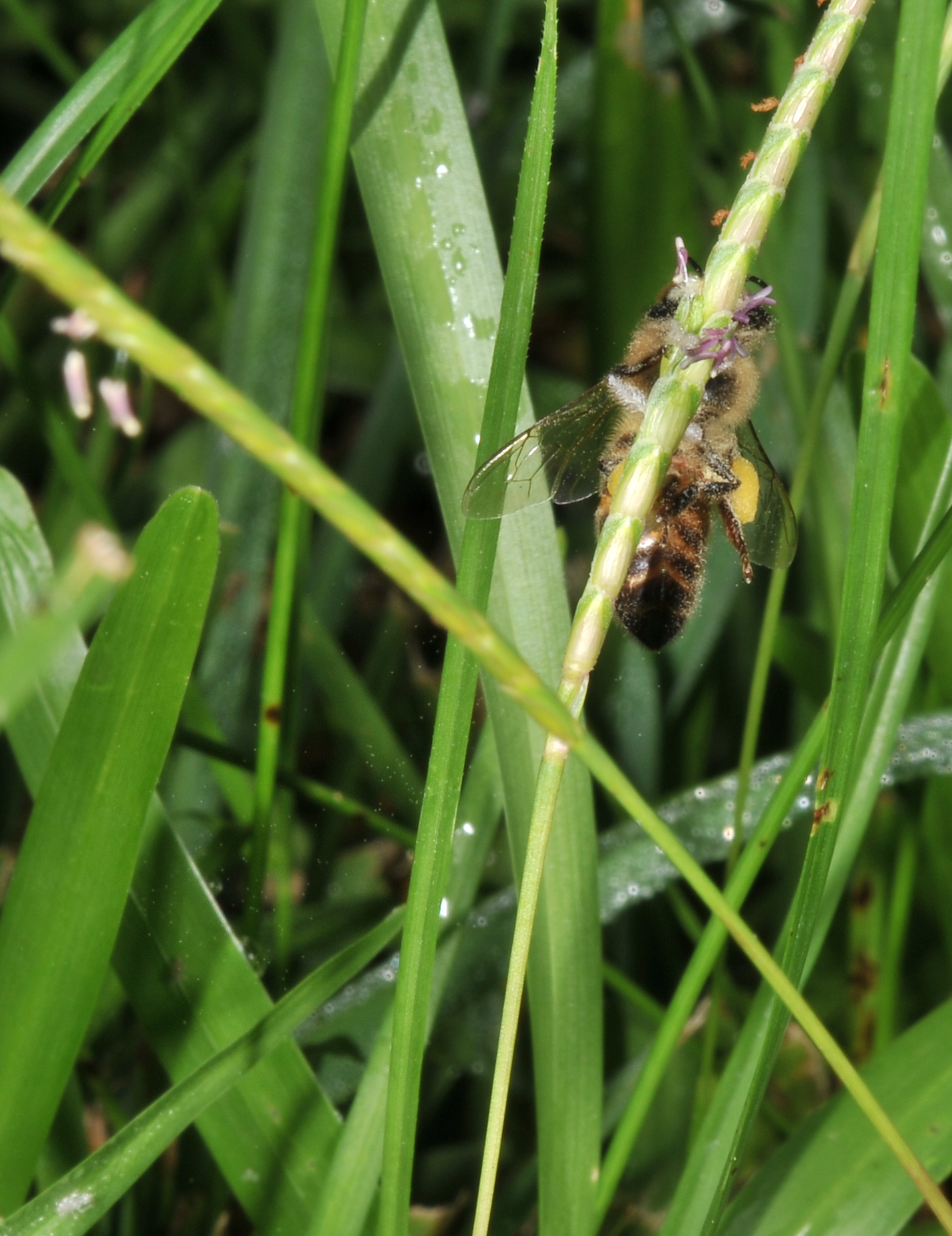
穂の形と葉の形
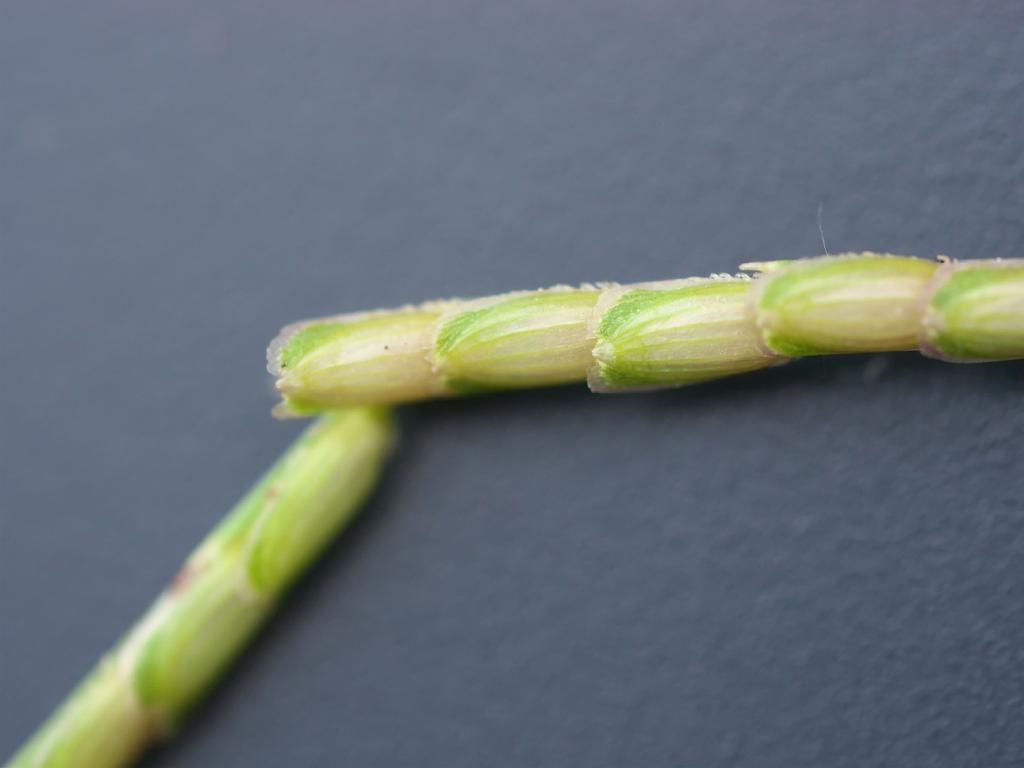
穂の一部
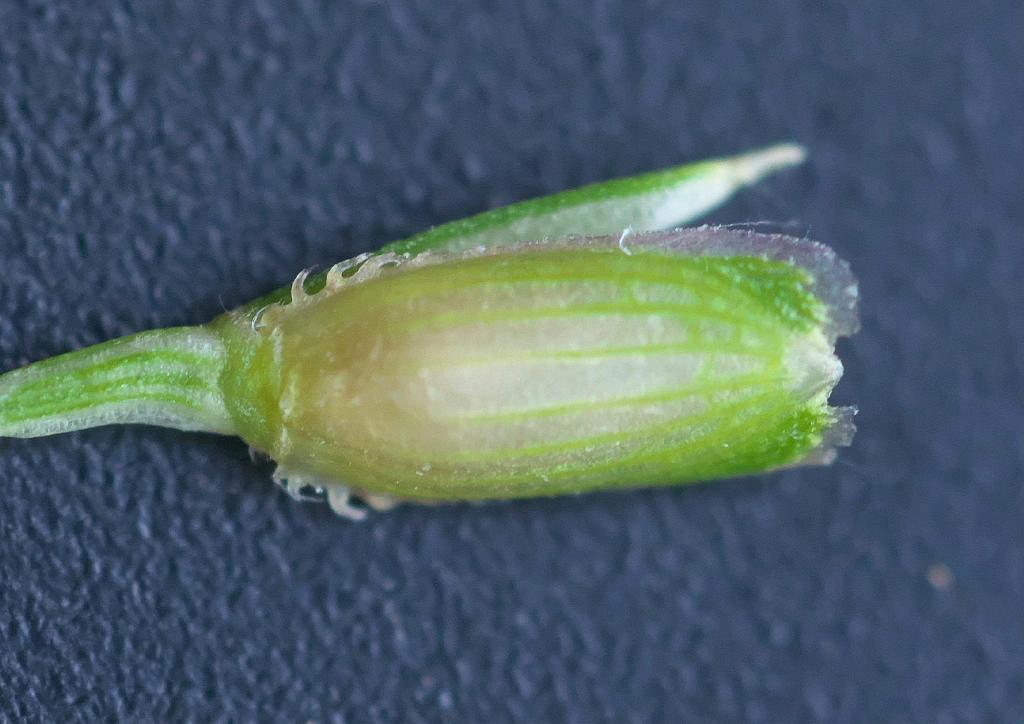
無柄小穂の背面 そばに有柄小穂が突き出している。

## 分布と拡散
原産地は中国南部から東南アジアであるが、世界の熱帯域に広く帰化している。日本では第二次大戦後に琉球列島に帰化し、日本本土では1980年代に広まった。芝生用に用いられたものが逸出したものと考えられている。
湿り気の強い林の下や草地などに生える。

## 近似種、類似種など
チャボウシノシッペイ属は世界に9種が知られ、日本には在来種がなく、帰化種も本種のみが知られる。
穂の構造が似たものにはウシノシッペイやツノアイアシなどがあるが、いずれももっと背が高くなる直立する植物である。
地表に広がる背の低いイネ科で、棒状の穂を出すものとしてはシバ属のものがあり、シバなどは道路脇などによく見かける。しかしこの類の場合、小穂が寄り集まっているもので、茎そのものは細い。
より本種に似たものとして、イヌシバ Stenotaphrum secundatum は本種と同様に地表を這い、花序は直立して高さ30cmほど、総は単独で太くて節があり、小穂は軸に密着していると本種に似た特徴が多い。ただしこの種では花序の軸は扁平になっており、また小穂は単独でつくか、長柄小穂と短柄小穂の組で出る場合には両方がほぼ同型で、また熟すると花序の軸が節毎に折れ、小穂と共に脱落する。この種も芝生に利用され、暖地で帰化している。

## 利害
暖地型芝草としてアメリカ南東部でよく利用される。日本では水田の畦畔、道路の法面などの緑化に一部で利用される。耐寒性を改良した品種がある。
上記のように本種は芝生に用いられ、品種改良によるいくつかの栽培用品種も知られている。元来が熱帯亜熱帯域のものであり、暖地の芝生として用いられたものであるが、日本では新潟市でも経年維持できるという。秋には霜枯れし、寒冷地では多分に冬枯れも見るが、その耐寒性はギョウギシバと大差なく、冬の極値が-11℃までは耐えるという。種子を散布した場合には当初の成長が早くなく、雑草に負けることが多いので、ある程度育てたものを植え込むのが好適で、あるいは成長したものの匍匐茎を切り取って植え込むことも出来る。芝生としては芝質がやや粗く、またギョウギシバやシバほどの踏みつけ耐性はないものの、平らに育つ性質が強いので芝刈りの回数を少なくすることが出来るうえ、匍匐茎が重なり合うことと他感作用によって容易に他の植物の定着を許さず、更に肥料の要求度も低いのでよほどの痩せ地でない限りは施肥の必要もなく、粗放な管理で維持できる。
近年には水田の畦の維持管理の省力化を目的として本種が栽培される例も知られる。本種を畦に植栽すると根と匍匐茎がその表面を密に被うことから畦や法面をしっかり維持するようになり、また密に表面を覆うことで例えばスギナ等の雑草も抑圧し、減少させる。本種はその土壌に停滞水があると枯死することが知られており、これは畦にこの種を植栽しても水田に侵入しないことを保証する。またイネに斑点米を生じさせるカメムシ類は畦などに繁茂するイネ科の雑草で繁殖し、それがイネに移ってきて加害することが知られているが、本種を畦に用いた場合、その被害が減少することが報告されており、一部品種に関してはカメムシがこれを食害できないことが知られている。中川(2011)は本種がイネの伝搬の頃にもたらされていたら『日本の稲作風景も異なったものになっていた』かも知れない、とまで述べている。
原産地の東南アジアでは元々畦の常在する雑草として知られ、これが水牛の飼料として用いられていたとも言う。